# モンサント (企業)
モンサント（英語: Monsanto Company）は、かつて存在した、アメリカの多国籍のバイオ化学メーカー。2018年6月、バイエルによる買収・吸収が完了し、モンサントの企業名は消滅した。

## 概要

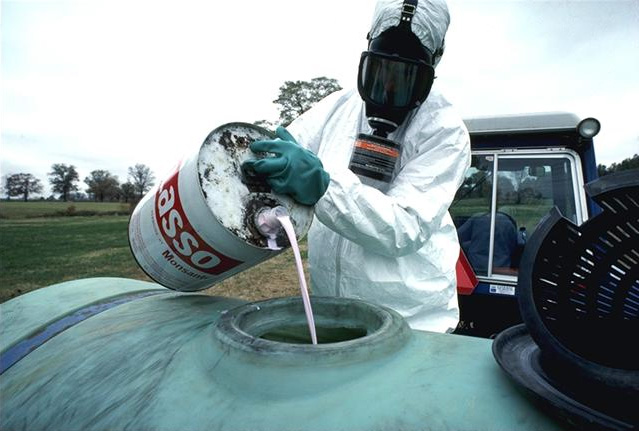
食用作物に噴霧されるモンサントの除草剤。2004年早春。

1901年、ミズーリ州セントルイスに、ジョン・F・クイーニイにより創業。『モンサント』という社名は、妻のオルガ・モンサントに由来する。
1920年代頃から硫酸、ポリ塩化ビフェニル（PCBs）などの化学薬品の製造で業績を上げ、1940年代からはプラスチックや合成繊維のメーカーとしても著名となった。
本社の存在するセントルイスには世界屈指の規模を誇るミズーリ植物園があるが、モンサント社はここのハーバリウム（植物標本保存施設）の建設に多額の寄付をしていることでも知られている。
同社を有名にした商品の一つはポリ塩化ビフェニルであり、アロクロールの商品名で独占的に製造販売した。日本では、三菱化成（現三菱化学）との合弁子会社であった三菱モンサント化成（現在は三菱樹脂へ統合）がポリ塩化ビフェニル製造メーカーの一つであった。また、農薬のメーカーとしても著名で、ベトナム戦争で使われた枯葉剤の製造メーカーでもある。この枯葉剤には不純物としてダイオキシン類が含まれており、後に問題となった。
除草剤ラウンドアップを開発し、近年ではラウンドアップに耐性をもつ様々な遺伝子組み換え作物（ラウンドアップ・レディー）を育種して、セットで販売している。その他、雄性不稔や病害虫抵抗性やストレス抵抗性や成分改変の様々な組換え品種も開発している。モンサント社の遺伝子組換え作物の強引なシェア確保商法に対して欧州を中心に問題となっている。そのため、農業分野における米国の世界支配を支える企業という批判の的となることがある。
なお、初代ラウンドアップの有効成分『グリホサートイソプロピルアミン塩』は、すでに特許が失効しているため、『グリホ○○』といったセカンドソースが世界各国で生産され、日本にも輸入され、販売されている。
2005年の売上高は62億ドル、2008年の売上高は110億ドル、遺伝子組み換え作物の種の世界シェアは90%であった。研究費などでロックフェラー財団の援助を受けていた。バイオ化学メーカーとしては世界屈指の規模と成長性を誇り、ビジネスウィーク誌が選ぶ2008年の世界で最も影響力がある10社にも選ばれた。

### 年表
(出典)

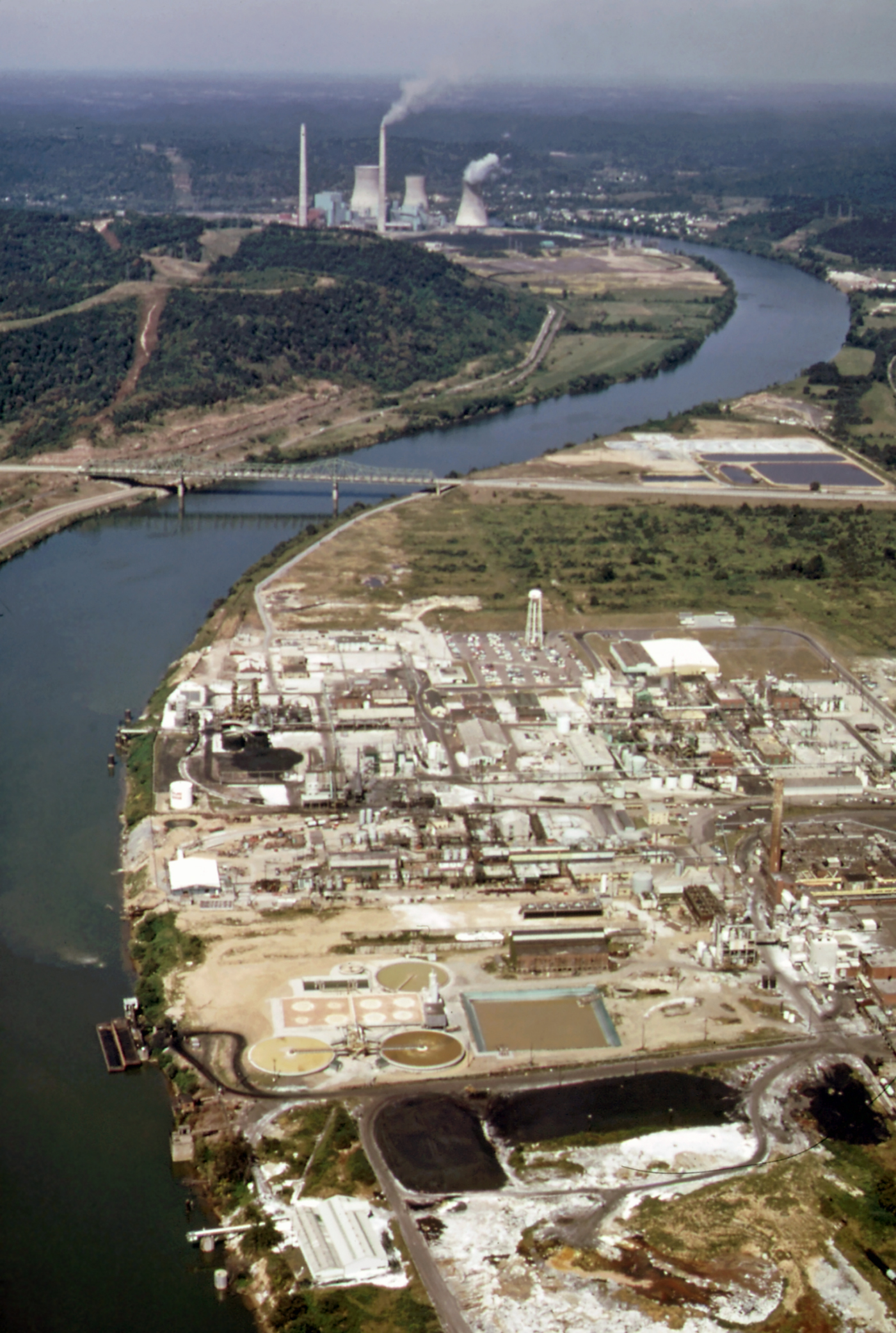
ウエストバージニア州ニトロの工場（後景の煙突と冷却塔はジョンアモス発電所）。1973年9月。

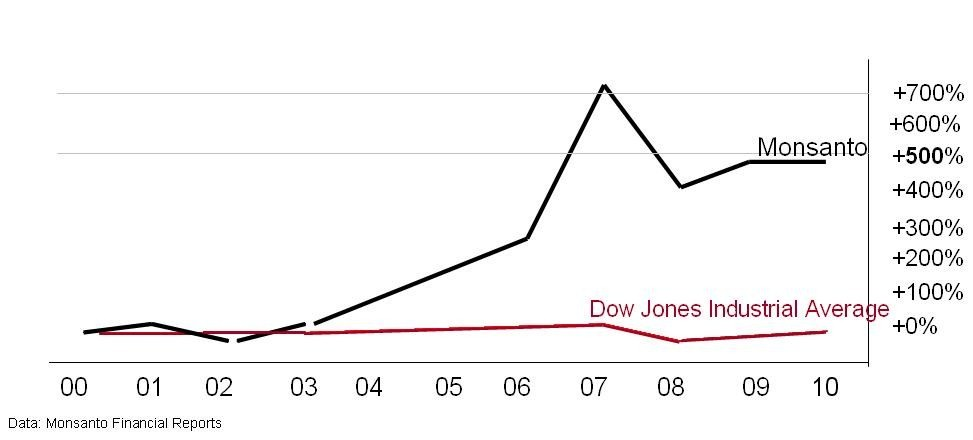
モンサントの株価とダウ平均株価、2000年-2010年。

- 1901年、ミズーリ州セントルイスに、ジョン・F・クイーニイにより創業。モンサントという社名は妻のオルガ・モンサントに由来する。オルガ・モンサントの父エマニュエル・メンデス・デ・モンサントは、 デンマーク西インド諸島（現アメリカ領ヴァージン諸島）の砂糖会社の投資家であった。会社最初の製品は人工甘味料サッカリンであり、ザ コカ・コーラ カンパニーに販売した。
- 1919年、ウェールズのケヴン・マウア村とルアボン村に所在したGraesser's Chemical Worksと共同して、バニリン、アセチルサリチル酸（商品名アスピリン）、サリチル酸の製造を開始。
- 1920年代、硫酸、ポリ塩化ビフェニルなどの化学薬品を製造。
- 1928年、ジョン・クイーニイの息子、エドガー・モンサント・クイーニイが経営を引き継ぐ。
- 1944年、他の15社と共同で、DDT の製造を開始[5]。
- 1970年、化学者ジョン・E・フランツが除草剤グリホサートイソプロピルアミン塩を発明[6]後に商品名ラウンドアップとして流通。
- 1977年、ポリ塩化ビフェニル製造中止[7][8]。
- 1960 - 1970年代、ベトナム戦争従軍中のアメリカ合衆国軍が使用する枯葉剤を製造。
- 1985年、G. D. サール・アンド・カンパニーを買収し、人工甘味料アスパルテイム部門として、ニュトラスウィート設立、同名商品を扱う（2000年3月、J.W. Childs Associatesにより買収）。
- 1994年、組み替えDNA牛成長ホルモンを発表（商品名Posilac）[9]。後にイーライリリー・アンド・カンパニーに売却。
- 1996年、Agracetusを買収。
- 1996年、DEKALBの40％を買収。
- 1998年、カーギルの種部門を買収[10]。
- 2005年、野菜・果物の種子を扱う企業 Seminis Inc を買収[11]。
- 2013年、包括予算割当法（H.R. 933）成立：この法律は同年9月30日までの暫定的なものである。遺伝子組換え作物反対派からは、消費者の健康への影響があるかも知れないのにもかかわらず遺伝子組み換え種子を訴訟から守るためのものといわれ、そのためモンサント保護法と称されることもある[12]。モンサント保護法と称される原因となったのはこの法律の735条であるが、その内容は、一度許可された遺伝子組換え作物の栽培中に許認可の過程に瑕疵を裁判所が見つけたとしても栽培者は最終決定が出るまで利用できるという、栽培している農民を保護するささやかなものであり、「新しいモンサント法案に対するヒステリーを無視せよ」と同年4月9日のブルームバーグにおいてRamesh Ponnuruは主張している[13]。
- 2018年、バイエルによる買収完了[14]。

## 遺伝子組換え作物とモンサント
上述のように遺伝子組換え作物に力を入れている企業である。多くの種苗会社の他、新たな遺伝子組換え品種や技術を開発した企業を吸収したり、それらの企業に資本参加している。
自社の開発した遺伝子組換え作物の種子を販売するに当たり、次回作には自家採種したものを利用しないとの契約を栽培農家との間で結んでいることが多い。そのため、その契約に違反して遺伝子組換え作物の種子を自家採種し以後の作付けに利用した農家に対して、知的財産権侵害として多くの訴訟を起こしたことから注目を集め、一定の批判を受ける事態が生じた。
また、いわゆる「ターミネーター遺伝子」を組み込んだ組換え品種を開発した企業を買収した。「ターミネーター遺伝子」及び「ターミネーター技術」とは、遺伝子組換え作物に結実した種子を発芽できなくするものであり、農家による遺伝子組換え作物の自家採種を無効にしたり、遺伝子組換え作物による遺伝子の拡散や遺伝子汚染を防ぐために開発されたものである。しかし、この技術の倫理性に疑問が投げかけられたために、これを用いた種子の流通はまだ行われていない。
発展途上国の農民が同社の遺伝子組換え作物の種子に頼りきりになった場合、品種特性の多様性の低さによる病虫害や品種と栽培地帯とのミスマッチ、種子の値段の高さからかえって農民が困窮する場合がありうる。
1999年に世界第3位の綿花生産国インドに進出したモンサントは、害虫に強く、収穫量と利益を増やすという宣伝文句で、GMOの種子を販売し、2002年よりインドで遺伝子組換えワタ（殺虫タンパク質生成遺伝子の名から「Btワタ」と称せられる）が一般圃場で栽培されるようになった。ところがこの種子に組み込まれていた害虫駆除の遺伝子は、インドにいる害虫にはほとんど効果がなく、加えて2006年は干ばつの影響もあって綿花栽培農家は打撃を受けた。インドに限らず干ばつや環境変化により世界中で被害が出ているという非難もある。しかし、一方では実際には害虫抵抗性ワタ（Btワタ）の方が経済的な利益が多いという報告もある。さらに国際アグリバイオ事業団 (The International Service for the Acquisition of Agri-biotech Applications ; ISAAA) の調査によると、現在ではインドの各地方に適した様々な遺伝子組換え品種が開発されており、インドにおいて2008年には綿花栽培面積の80%が、2009年には87%（約840万ha）がBtワタになっている。2009年には560万人の小農がBtワタをインドで栽培している。遺伝子組換えワタを導入する以前と比較すると綿花栽培に使用される農薬使用量の大幅な減少と単位面積当たりの収量の大幅な増加（2001-2002年では308 kg/ha、2009-2010年では568 kg/ha）が報告されている。

## ラウンドアップと遺伝子組換え作物

ラウンドアップの化学構造式

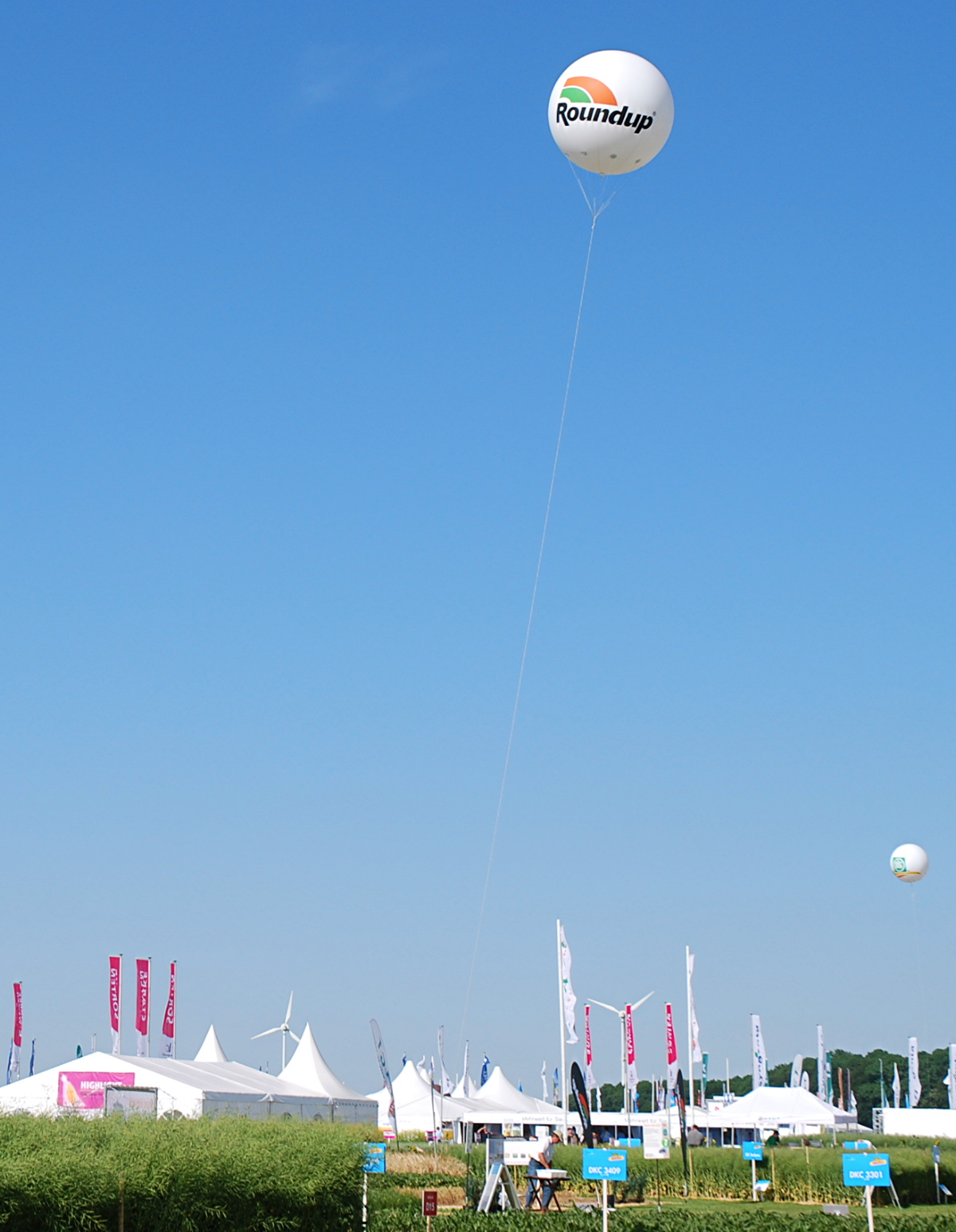
ラウンドアップの風船広告。2010年6月、ドイツ・ニーダーザクセン州。

ラウンドアップの有効成分であるグリホサートは非選択性除草剤であり、農作物も雑草も無差別に枯らす性質を持っている。遺伝子操作によりラウンドアップに耐性を有する遺伝子組み換え作物の種子（ラウンドアップレディーと総称される）のダイズ、トウモロコシ、ナタネ、ワタ、テンサイ、アルファルファ等をセットで販売している。
米国科学アカデミーの全米研究評議会は、ラウンドアップの過剰な散布により世界中で少なくとも383種類の雑草がラウンドアップに耐性を持つように進化しており、除草剤耐性遺伝子組換え作物の採用の際に農民は毒性の強い除草剤から安全性の高いラウンドアップに切り替えたが、ラウンドアップ耐性雑草の広がりによってはラウンドアップより強い毒性を持つ除草剤が必要となり、そのためにラウンドアップを使用している世界中の現代農業が利得を損なう状況が予測され、このような事態の防止に努めなければならないという研究を発表した。
2012年現在、アメリカでは多剤耐性雑草の出現と蔓延が危惧されるなか、ラウンドアップに加えて複数の除草剤を同時使用する農家が増えており、種子もそれに合わせて、多剤に耐性を持つ遺伝子組み換え作物が開発されてきている。(→ラウンドアップ耐性雑草の世界的な問題)

## 批判

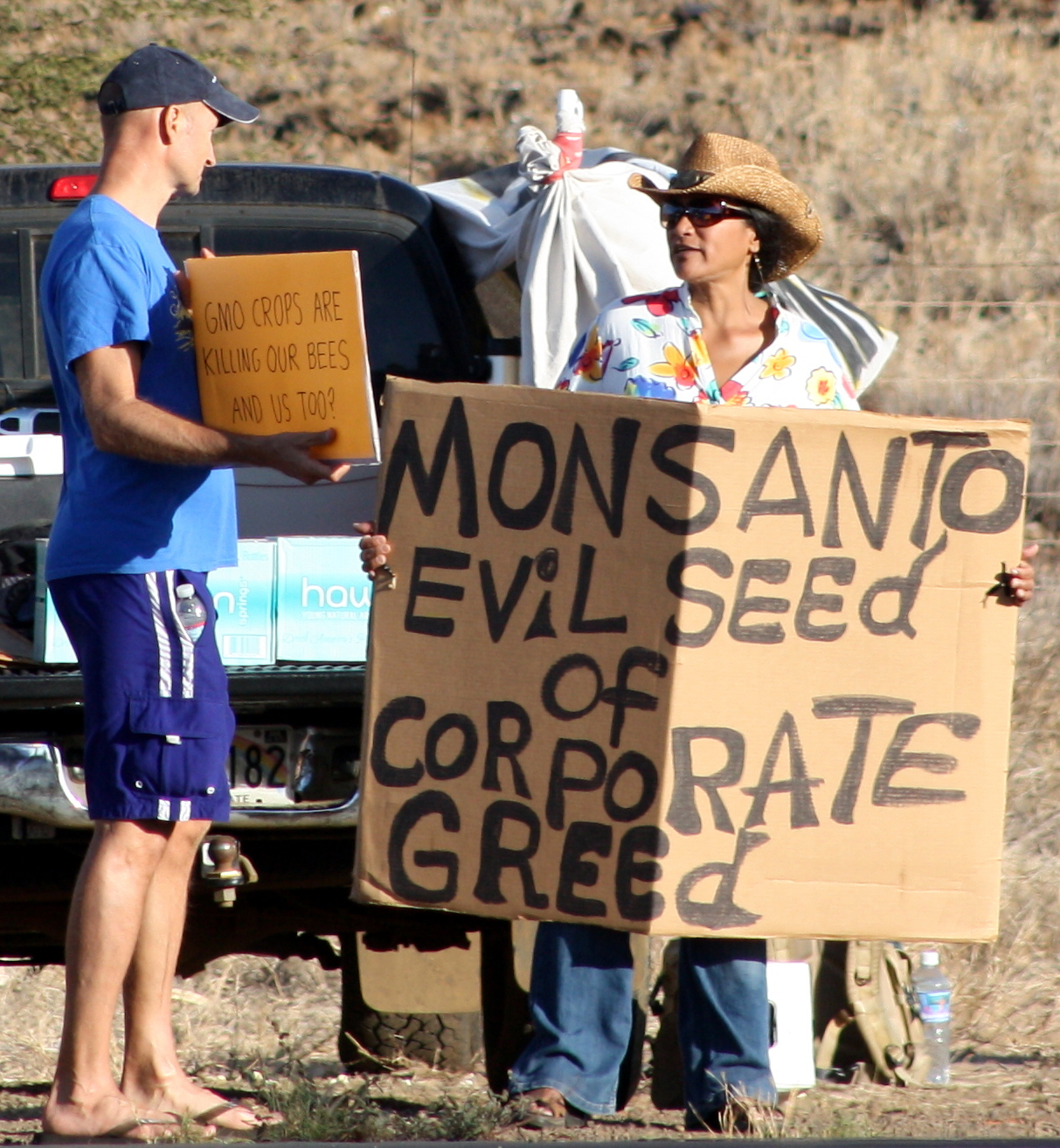
「企業の欲望であるモンサントの悪魔の種子」。2012年1月、ハワイ州マウイ島。

有害と考えられているGM食品や発癌性の疑われているラウンドアップに対し、環境活動家たちは「モンサタン（悪魔のモンサント）」、「ミュータント（突然変異）」などと批判している。
民間療法と有機栽培を強力に推奨し、遺伝子組換え作物を拒否している団体であったNatural Societyは、モンサント社の遺伝子組換え作物やラウンドアップなどが人間の健康と環境の両方を脅かすとし、モンサント社を2011年最悪の企業に認定した。

### ラウンドアップを巡る虚偽広告の判決
1996年、ニューヨークで、モンサントのグリホサート製品のラウンドアップ除草剤に関し、「ラウンドアップが生分解性で土壌に蓄積されません」「安全で人や環境への有害な影響を引き起こすことはありません」といった一連の安全性に関する広告が、虚偽かつ誤解を招く広告と判決された。
フランスの最高裁は、ラウンドアップの主な成分のグリホサートは、欧州連合（EU）が環境に危険だと分類しているため争われていた裁判で、生分解性できれいな土壌を残すという広告を虚偽広告と判決した。

## モンサントが扱われる作品

### 映画
- 『フード・インク』ロバート・ケナー監督、 2008年
- 『モンサントの不自然な食べもの』2008年、マリー＝モニク・ロバン監督、2009年レイチェル・カーソン賞受賞
- 『Le Roundup Face À Ses Juges』2017年、マリー＝モニク・ロバン監督

### 書籍
- 『沈黙の春』 レイチェル・カーソン著、1962年
- 『ファストフードが世界を食いつくす』エリック・シュローサー著、2001年
- 『食糧テロリズム――多国籍企業はいかにして第三世界を飢えさせているか』ヴァンダナ・シヴァ著、2006年、明石書店
- 『遺伝子組み換え企業の脅威：モンサント・ファイル』エコロジスト誌編集部編、日本消費者連盟訳　1999年12月、緑風出版
- 『遺伝子組み換え食品の真実』アンディ・リーズ著、白井和宏訳　2013年、白水社
- 『モンサント　世界の農業を支配する遺伝子組み換え企業』マリー＝モニク・ロバン著、村澤真保呂・上尾真道訳、戸田清監修、2015年1月、作品社

### 音楽
- 『ザ・モンサント・イヤーズ（The Monsanto Years）』ニール・ヤング 2015年7月